# Xysticus brevidentatus
Xysticus brevidentatus – gatunek pająka z rodziny ukośnikowatych; był uznawany za endemit występujący wyłącznie na terenie Albanii, stwierdzono jednak jego obecność również w Bośni i Hercegowinie oraz we Włoszech.

Takson ten został opisany przez Jörga Wunderlicha w 1995 roku. Jest uznawany za gatunek górski.